# George Harold Baker
Pour les articles homonymes, voir George Baker et Baker.
George Harold Baker (4 novembre 1877-2 juin 1916) fut un avocat et homme politique fédéral du Québec.

## Biographie
Né à Sweetsburg en Montérégie, il entama sa carrière politique en devenant député du Parti conservateur dans la circonscription fédérale de Brome en 1911. Durant la Première Guerre mondiale, il servit comme Lieutenant-colonel dans la 13th Scottish Light Dragoons de 1913 à 1914 et comme Commandant dans le 5e Bataillon de fusiliers à cheval de 1914 à 1916 avec lequel y batailla en France. Il perdit la vie en combattant à Ypres en Belgique.
Son père, George Barnard Baker, fut député de Missisquoi de 1870 à 1887 et de 1891 à 1896, date à laquelle il devint sénateur de Bedford. 